# Falk Schlesinger
Pour les articles homonymes, voir Schlesinger.
Avraham Falk Yehoshua Schlesinger (ou Schlessinger) dit Falk Schlesinger, né le 4 novembre 1895 à Hambourg, en Allemagne et mort le 28 août 1968, à Jérusalem en Israël, est le deuxième directeur médical, après le docteur Moshe Wallach, du Centre médical Shaare Zedek de Jérusalem, responsable de sa modernisation au XXe siècle. Il donne son nom au Dr. Falk Schlesinger Institute for Medical-Halachic Research, fondé en 1966.

## Biographie
Falk Schlesinger est né le 4 novembre, 1895 à Hambourg, en Allemagne.
Il est le fils du rabbin Eliezer Lippmann Schlessinger, né le 13 décembre 1860 à Hambourg, en Allemagne et mort le 28 mars 1934 à Francfort-sur-le-Main, en Allemagne. Sa mère est Sarah Wreschner (connue aussi comme "Bershner"), née le 10 janvier 1863 à Poznań, en Pologne et morte le 21 avril 1950 à Jérusalem en Israël. Eliezer Lippmann Schlessinger est un mathématicien réputé et un enseignant au Talmud Torah, de 1889 à 1926.
Il est le frère du rabbin Yechiel Michel Schlesinger, de David Schlesinger né le 13 avril 1894 à Hambourg, en Allemagne, et mort le 27 avril 1976 à Bnei Brak, en Israël, et de Chava Beile Guggenheim, née le 17 novembre 1899 à Hambourg, en Allemagne et morte le 30 octobre 1980 en Israël.
Il épouse  Channa Munk. Elle est née le 14 janvier 1902 à Berlin en Allemagne et est morte le 12 juillet 1968 à Jérusalem en Israël.
Falk Schlesinger et son épouse Chana Schlesinger ont cinq filles: Batya Paula (épouse de Yonah Cohen), Esther (Charlotte, Lotte) Aumann, Rachel Wrzonski, Elisheva Lehman et Ruth Kannai et un fils, le rabbin Meir Schlesinger, Rosh Yeshiva du Kiboutz Sha'alvim.
Esther Aumann est l'épouse de Robert Aumann, le prix de la Banque de Suède en sciences économiques en mémoire d'Alfred Nobel (« prix Nobel » d'économie), 2005.

### Études
Falk Schlesinger étudie à l'université de Kiel, à l'université de Marburg et à l'université de Berlin. Ses études terminées il devient assistant du professeur Alfred Goldscheider, à Berlin.

### Médecine interne et chirurgie
Il se spécialise en médecine interne et en chirurgie. Il fonde un hôpital privé à Berlin.

### Palestine mandataire
Avec la montée du nazisme, il quitte l'Allemagne pour la Palestine mandataire.

### Centre médical Shaare Zedek
En 1949, Falk Schlesinger devient le directeur médical du  Centre médical Shaare Zedek  de Jérusalem. Il succède au premier directeur, le docteur Moshe Wallach.

### Mort
Il meurt le 28 août 1968, à Jérusalem en Israël où il est enterré.